# セーラー服と機関銃 オリジナル・サウンドトラック
『「セーラー服と機関銃」オリジナル・サウンドトラック』（セーラーふくときかんじゅうオリジナルサウンドトラック）は、1981年に公開された薬師丸ひろ子主演の角川映画『セーラー服と機関銃』のサウンドトラックである。

## 収録曲
| 全編曲: 星勝。 |                                                                                |           |            |       |
| #              | タイトル                                                                       | 作詞      | 作曲       | 時間  |
| 1.             | 「さよなら・パパ〜ひとりぼっちのお葬式」                                       |           | 星勝       | 1:32  |
| 2.             | 「炎に宿るプレリュード」                                                       |           | 星勝       | 0:38  |
| 3.             | 「思いがけない手紙〜Story I〜ウッソォ!私がヤクザの組長!-」                     |           | 星勝       | 4:03  |
| 4.             | 「炎からの予感」                                                               |           | 星勝       | 0:31  |
| 5.             | 「心は羽のように〜モノローグ I〜黒木刑事との出会い」                           |           | 星勝       | 3:11  |
| 6.             | 「不安を抱く泉〜父が密輸を…」                                                  |           | 星勝       | 2:45  |
| 7.             | 「とんでもない相談〜Story II」                                                 |           | 星勝       | 1:05  |
| 8.             | 「ヒコのテーマ (イヤなことなんかブットバセ!)〜ヒコと泉のランデブー〜ヒコの死」 |           | 星勝       | 2:58  |
| 9.             | 「楽しかったこと、恐かったこと〜モノローグ II」                                |           | 星勝       | 2:33  |
| 10.            | 「あたりまえの虹」                                                             | 小椋佳    | 来生たかお | 4:22  |
| 合計時間:      | 合計時間:                                                                      | 合計時間: | 合計時間:  | 23:38 |

| 全編曲: 星勝。 |                                                                                            |            |            |       |
| #              | タイトル                                                                                   | 作詞       | 作曲       | 時間  |
| 1.             | 「少女とオンナの真ん中で〜大人の世界-〜Story III」                                         |            | 星勝       | 1:52  |
| 2.             | 「明のテーマ (組長への憧れ)〜傷ついた明〜Story IV」                                        |            | 星勝       | 2:23  |
| 3.             | 「悪魔の狂宴〜泉、危機一髪!Story V〜佐久間との再会〜Story VI〜黒木刑事も死んだ〜殴り込み」 |            | 星勝       | 9:05  |
| 4.             | 「愛しき男達への鎮魂歌〜目高組解散式〜Story VII〜想い出はめぐる〜モノローグIII」           |            | 星勝       | 5:57  |
| 5.             | 「セーラー服と機関銃」                                                                     | 来生えつこ | 来生たかお | 4:34  |
| 合計時間:      | 合計時間:                                                                                  | 合計時間:  | 合計時間:  | 23:51 |

## 発売履歴
| 発売日         | レーベル                  | 規格 | 規格品番  | 備考                                         |
| -------------- | ------------------------- | ---- | --------- | -------------------------------------------- |
| 1981年12月21日 | キティ・レコード          | LP   | 25MK0022  |                                              |
| 1981年12月21日 | キティ・レコード          | CT   | 25CK0027  |                                              |
| 1986年8月25日  | キティ・レコード          | CD   | H33K20053 |                                              |
| 2013年9月18日  | ユニバーサル ミュージック | CD   | UPCY-9360 |                                              |
| 2014年6月11日  | ユニバーサル ミュージック | CD   | UPCY-9360 | 「永遠のサントラ BEST&MORE 999」キャンペーン |
| 2017年3月29日  | ユニバーサル ミュージック | CD   | UPCY-9645 | 「サントラ 1000円」キャンペーン              |